# Bouke Boersma
Bouke Boersma (23 juni 2005) is een Nederlandse voetballer die als aanvaller voor De Graafschap speelt.

## Clubcarrière
Boersma begon met voetballen bij voetbalclub Wijhe '92 waarna hij de overstap maakte naar de jeugdopleiding van Vitesse. Op 26 april 2023 maakte Boersma zijn officieuze debuut voor Vitesse, in een oefenwedstrijd tegen FC Twente. Op 21 juli 2023 tekende Boersma zijn eerste profcontract bij Vitesse, die hem tot de zomer van 2025 vastlegde met een optie tot nog één seizoen.
Op 4 februari 2025 maakte Boersma zijn debuut voor De Graafschap in de Eerste divisie. In de met 1–2 verloren thuiswedstrijd tegen ADO Den Haag viel hij in de 79e minuut in voor Jeffry Fortes. Boersma speelt doorgaans voor De Graafschap Onder 21.

## Clubstatistieken
| Seizoen | Club          | Competitie     | Competitie | Competitie | Beker | Beker | Overig | Overig | Totaal | Totaal |
| Seizoen | Club          | Competitie     | Wed.       | Dlp.       | Wed.  | Dlp.  | Wed.   | Dlp.   | Wed.   | Dlp.   |
| ------- | ------------- | -------------- | ---------- | ---------- | ----- | ----- | ------ | ------ | ------ | ------ |
| 2024/25 | De Graafschap | Eerste divisie | 1          | 0          | 0     | 0     | 0      | 0      | 1      | 0      |
| Totaal  | Totaal        | Totaal         | 1          | 0          | 0     | 0     | 0      | 0      | 1      | 0      |

Bijgewerkt t/m 1 mei 2025.